# Rectangle
Pour les articles homonymes, voir Rectangle (homonymie).
En géométrie, un rectangle est un quadrilatère dont les quatre angles sont droits.

## Définition et propriétés
Un quadrilatère est un polygone (donc une figure plane) constitué de quatre points (appelés sommets) et de quatre segments (ou côtés) liant ces sommets deux à deux de manière à délimiter un contour fermé.
Définition — Un rectangle est un quadrilatère qui possède quatre angles droits.

Quadrilatères. Les deux situés en haut à gauche (vert et marron) sont des rectangles.
Un rectangle, ses deux diagonales et un angle droit codé.

### Démontrer qu'un quadrilatère est un rectangle

Un quadrilatère avec trois angles droits.

Différentes propriétés caractéristiques permettent d'affirmer qu'un quadrilatère est un rectangle.
Il suffit qu'un quadrilatère possède trois angles droits pour être un rectangle.
Tout quadrilatère équiangle (c'est-à-dire dont les quatre angles sont égaux) est un rectangle.
Si un quadrilatère est un parallélogramme, alors il est un rectangle si l'une des propriétés suivantes est vérifiée :
- il possède deux côtés consécutifs perpendiculaires (autrement dit : il possède un angle droit) ;
- ses deux diagonales ont la même longueur.

### Propriétés
Un rectangle est un cas particulier de parallélogramme, donc :
- ses côtés opposés sont parallèles et de même longueur ;
- ses deux diagonales se coupent en leur milieu ;
- ce milieu est un centre de symétrie du rectangle.

Il possède des propriétés supplémentaires :
- ses diagonales sont de même longueur ;
- il possède deux axes de symétrie, qui sont les médiatrices de ses côtés ;
- les diagonales étant de même longueur et sécantes en leur milieu O, les quatre sommets du rectangle sont équidistants de O, ce qui signifie qu'il existe un cercle de centre O passant par ces quatre sommets, appelé cercle circonscrit au rectangle, qui est lui-même dit inscrit dans ce cercle.

Tout rectangle peut servir à constituer un pavage du plan. Cela signifie qu'il est possible, avec des rectangles identiques, de recouvrir tout le plan sans superposer deux rectangles. Des droites perpendiculaires partagent le plan en zones rectangulaires.

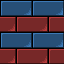

### Mesures
| Périmètre | 2 × (a + b) |
| Aire      | a × b       |
| Diagonale | √a2 + b2    |

Ce rectangle a pour largeur 4 et pour longueur 5. Son périmètre est égal à 18 et son aire à 20.

Les côtés d'un rectangle étant deux à deux de même longueur a et b, il est d'usage d'appeler dimensions du rectangle ces deux nombres. Le plus grand est la longueur du rectangle, le plus petit sa largeur.
Un rectangle de côtés a et b possède une aire égale à a × b, et un périmètre de 2 × (a + b). La somme a + b est parfois appelée demi-périmètre du rectangle.
L'application du théorème de Pythagore permet de constater que les diagonales du rectangle sont égales et mesurent {\displaystyle {\sqrt {a^{2}+b^{2}}}.}
Ces mesures sont résumées dans le tableau ci-contre.
Deux rectangles qui ont même longueur a et même largeur b sont isométriques. Cela signifie qu'ils sont superposables : l'un des deux peut être transformé en l'autre par une succession de translations, rotations ou retournements. 

### Format d'un rectangle
Le quotient a/b ( longueur/largeur) est appelé format du rectangle. Tous les rectangles de formats égaux sont semblables : il existe un agrandissement (ou une réduction) permettant de passer de l'un à l'autre. Autrement dit, ils ont « la même forme ». Comme la longueur est supérieure ou égale à la largeur, le format est un nombre supérieur ou égal à 1. Un format égal à 1 est caractéristique d'un carré. Plus le format est grand, plus le rectangle est « allongé ».
Déjà à l’époque de la XIe dynastie (vers −1850), les Égyptiens savaient calculer les longueurs des côtés d'un rectangle dont l'aire et le format sont connus, comme l'atteste le problème M6 du papyrus de Moscou.

## Rectangles remarquables

### Carré
Un carré est un rectangle particulier dont les quatre côtés ont la même longueur.

### Rectangle d'or
Un rectangle d'or est un rectangle dont le format est égal au nombre d'or.

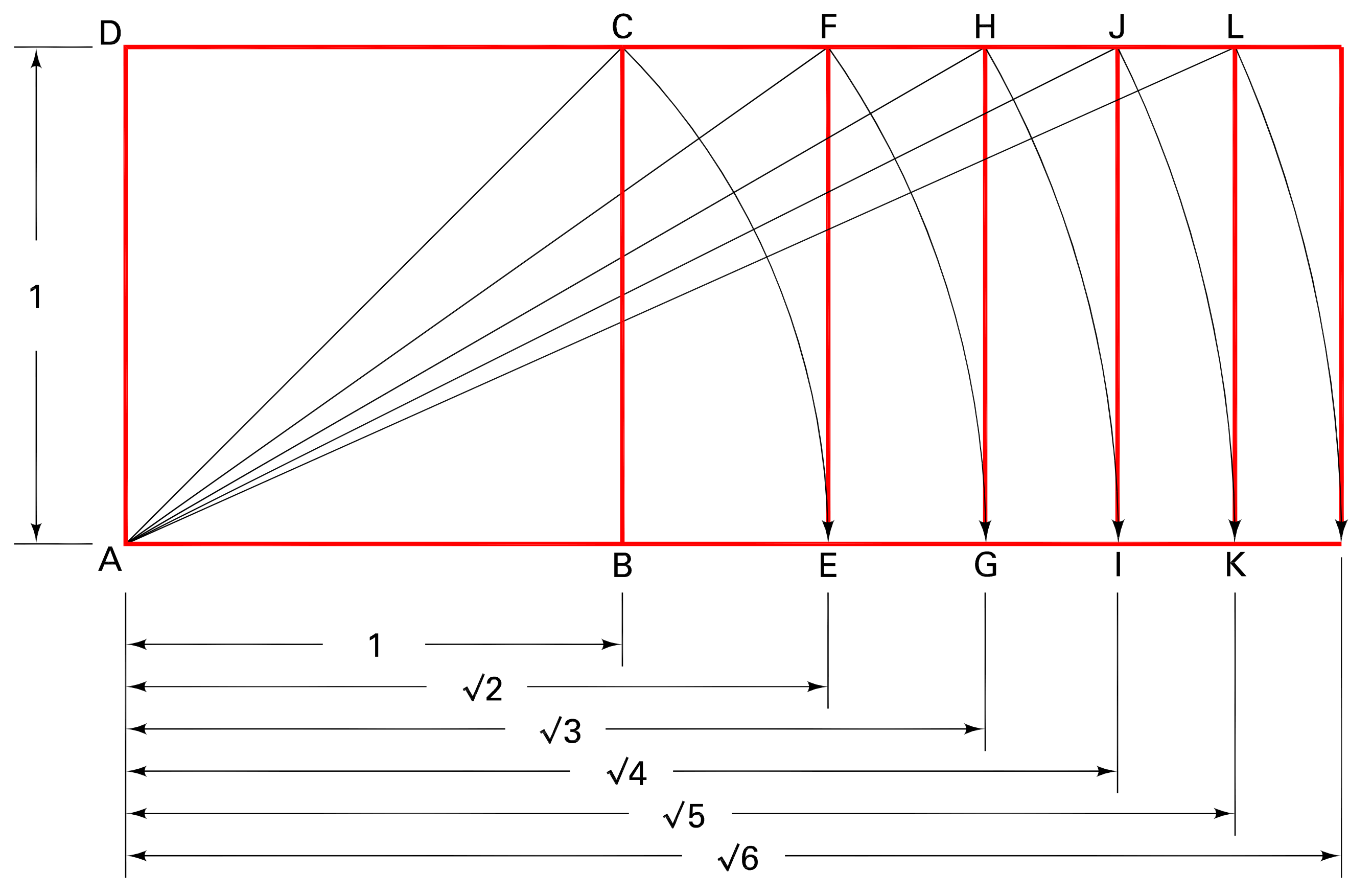

### Rectangles de format la racine carrée d'un entier
Le rectangle de format égal à {\displaystyle {\sqrt {n}}} pour {\displaystyle n} entier > 0 peut être construit à la règle et au compas par la méthode illustrée ci-contre.
Pour {\displaystyle n=2}, il s'agit du format A4.
Pour {\displaystyle n=3}, voir Racine_carrée_de_trois#En_géométrie.
Pour {\displaystyle n=7}, voir la particularité du billet de un dollar.

### Autres formats remarquables
Voir les divers formats d'écran de télévision et d'ordinateur.

## Une illustration de la notion de distance de Hausdorff
C'est ce qu'offre dans le cadre de la géométrie élémentaire le rectangle:

Soit R un rectangle de largeur b et de longueur a. Alors la distance de Hausdorff entre R et sa frontière (topologie) est égale à b/2. Elle est réalisée pour tout KL où K est un point d'un segment de longueur a-b inclus dans la médiane relative à la largeur et L le projeté orthogonal de K sur une longueur du rectangle. Cette distance est utile pour calculer la distance de Hausdorff entre deux itérés successifs du tapis de Sierpinski associé à un rectangle.[réf. souhaitée]
1. ↑  (en) Michael F.Barnsley, Fractals everywhere, 1993, 531 p. (ISBN 978-0-12-079069-2 et 0-12-079069-6, lire en ligne), exercice 6.8 p.30

### Filmographie
- Rectangle et rectangles, séquence de 8 min 29 s, 1984, du film canadien Geometry on the move, playing with shapes and forms / Géométrie en mouvement, jeux et formes, réalisé par Gayle Thomas, René Jodoin et Norman McLaren, Office national du film du Canada, 2006 (DVD)